# Participium coniunctum
Das Participium coniunctum oder abgekürzt PC ist eine syntaktische Konstruktion im Lateinischen, bei der ein Partizip mit einem Bezugsnomen in Kasus, Numerus und Genus kongruiert (übereinstimmt). Das Nomen (meist ein Substantiv oder ein Pronomen) hat gleichzeitig die Rolle eines Satzgliedes, das Partizip fungiert prädikativ zu dem Bezugsnomen. Die Partizipialgruppe ist satzwertig, verhält sich also wie ein Satz, in dem das Nomen das Subjekt und das Partizip das Prädikat bildet. Zwischen das Nomen und das Partizip können zusätzliche Objekte oder adverbiale Angaben treten, die Teil der Partizipialkonstruktion sind.
Das PC wird mit den verschiedenen Partizipformen des Verbs gebildet. Syntaktisch ähnelt die Konstruktion einem Adverbiale, das auch durch eine Präpositionalphrase oder einen Nebensatz mit finitem Verb ausgedrückt werden könnte. Es ist von anderen infiniten Konstruktionen wie dem Ablativus absolutus und von den Flexionsformen Gerundivum und Gerundium zu unterscheiden. Vom Ablativus absolutus unterscheidet sich das PC dadurch, dass das Bezugsnomen im Ablativus absolutus kein Satzglied mit eigener syntaktischer Funktion ist.
Das PC wird vor allem in der lateinischen Schriftsprache häufig verwendet. Auch in anderen indogermanischen Sprachen findet man PC-Konstruktionen. Im Deutschen wird es durch eine Präpositionalkonstruktion, einen adverbialen Nebensatz oder einen koordinierten Hauptsatz wiedergegeben, seltener auch durch einen Relativsatz. Das heißt in Beiordnung, Unterordnung und Substantivierung.

## Anwendung des PC im Lateinischen
Das PC verwendet die drei lateinischen Partizipformen PPP, PPA und PFA:
- PPP = „participium perfecti passivi“ oder lateinisch-deutsch „Partizip Perfekt Passiv“ (passives Perfektpartizip): zum Ausdruck der Vorzeitigkeit
- PPA = „participium praesentis activi“ oder lateinisch-deutsch „Partizip Präsens Aktiv“ (aktives Präsenspartizip): gleichzeitig
- PFA = „participium futuri activi“ oder lateinisch-deutsch „Partizip Futur Aktiv“ (aktives Futurpartizip): nachzeitig (oft in finalem Sinn zu verstehen)

## Beispiele
1. Anwendung des PPP zum Ausdruck der Vorzeitigkeit:
  - ohne PC: Tantalus, qui in Tartarum missus erat, poenas persolvit.
  - mit PC: Tantalus in Tartarum missus poenas persolvit. „Tantalus, der in die Unterwelt geschickt worden war, erlitt Strafen.“
2. Anwendung des PPA zum Ausdruck der Gleichzeitigkeit:
  - ohne PC: Flaminius legiones contra Hannibalem duxit atque cum equo concidit.
  - mit PC: Flaminius legiones contra Hannibalem ducens cum equo concidit. „Flaminius führte Legionen gegen Hannibal und fiel dabei mit dem Pferd.“
3. Anwendung des PFA zum Ausdruck der Nachzeitigkeit:
  - ohne PC: Gladiatores, qui morientur, te salutant.
  - mit PC: Gladiatores morituri te salutant. „Die Gladiatoren, die sterben werden, grüßen dich.“

## Übersetzungsmöglichkeiten
Es gibt verschiedenste Übersetzungsvarianten, die nach Belieben angewandt werden können. Die obigen Übersetzungen sind streng nach den Beispielen ohne PC gehalten und somit durchaus verbesserungswürdig. Das PC erlaubt zahlreiche stilistische Ausschmückungen:
a) wörtlich:
1. mit Apposition (substantivisches Attributivum im Kasus des Bezugswortes):
  - vorzeitig: Tantalus, in die Unterwelt geschickt, erlitt Strafen.
  - gleichzeitig: Flaminius, die Legionen gegen Hannibal führend, fiel mit dem Pferd.
  - nachzeitig: Die, die sterben werden, grüßen dich. [PFA ist niemals ins Deutsche direkt übersetzbar!]
2. mit Attribut:
  - vorzeitig: Der in die Unterwelt geschickte Tantalus erlitt Strafen.
  - gleichzeitig: Der die Legionen gegen Hannibal führende Flaminius fiel mit dem Pferd.
  - nachzeitig: Die sterben Werdenden grüßen dich. [äußerst unüblich]

b) mit Hauptsatzreihe, koordinierend = beiordnend (betonend): Reihenfolge beachten!
- vorzeitig: Tantalus wurde in die Unterwelt geschickt und erlitt dann Strafen.
- gleichzeitig: Flaminius führte Legionen gegen Hannibal und fiel dabei mit dem Pferd.
- nachzeitig: Die Gladiatoren grüßen dich und werden dann sterben.

Perfektpartizip-Ausdruck immer vorher, Präsenspartizip-Ausdruck beliebig, Futurpartizip immer nachher.
c) mit Nebensätzen, subordinierend = unterordnend: meist recht multilaterale Gestaltungsmöglichkeiten, auch hier muss die Consecutio temporum (Zeitenfolge) beachtet werden.
Beispiele:
1. Relativsatz (mit „der, die, das“ eingeleitet):
  - vorzeitig: Tantalus, der/welcher in die Unterwelt geschickt worden war, erlitt Strafen.
  - gleichzeitig: Flaminius, der die Legionen gegen Hannibal führte, fiel mit dem Pferd.
  - nachzeitig: Die, die sterben werden, grüßen dich.
2. Temporalsatz:
  - vorzeitig: Nachdem/als/… Tantalus in die Unterwelt geschickt worden war, erlitt er Strafen.
  - gleichzeitig: Während/als/… Flaminius die Legionen gegen Hannibal führte, fiel er mit dem Pferd.
  - nachzeitig: Bevor die sterben werden, grüßen die dich.
3. Die besprochenen Satzarten sind die gebräuchlichsten. Oft sind aber auch andere möglich, wie z. B. ein Kausalsatz (Begründungssatz) mit „weil“ oder „da“. Auch ein Konzessivsatz (Angabe von Gegengründen) ist manchmal sinnvoll.

d) manchmal Nominalisierung (führt oft zu Präpositionalausdruck) passend:
- vorzeitig: Nach der Entsendung Tantalus’ in die Unterwelt erlitt er Strafen.
- gleichzeitig: Während eines Kriegszuges Flaminius’ gegen Hannibal fiel Ersterer mit dem Pferd.
- nachzeitig: Die Todgeweihten grüßen dich.

Nicht immer lassen sich mit dieser Möglichkeit inhaltlich wirklich korrekte Übersetzungsvarianten erschließen. Auf jeden Fall ist dieses vor der Benützung der besprochenen Eventualität, aber auch bei der Auswahl überhaupt zu bedenken.
In den bisher behandelten Fällen wurde nur der Nominativ angewandt; die Partizipialkonstruktion kann auch in anderen Fällen vorkommen. Ein wichtiges Merkmal ist bei der Anwendung, dass neben dem Partizip keine Form von esse, also „sein“ steht (was ein Anzeichen für eine Perfekt-, Plusquamperfekt- oder Futur-II-Passiv-Form wäre).

## Abgrenzung von anderen Konstruktionen
Nicht verwechselt werden darf das PC mit dem Ablativus absolutus, welcher im Gegensatz zu Ersterem von der übrigen Satzkonstruktion abgespalten wäre. „Ablativus absolutus“ bedeutet dementsprechend „entfernter, abgelöster Ablativ“ (Ablativ = 6. Fall). Auch hier wäre PPA und PPP möglich. Allerdings könnte dieser Ablativus absolutus dann logischerweise nur im 6. Fall stehen. Weiteres Merkmal ist die totale, absolute Unabhängigkeit vom restlichen Satz. Die Übersetzung geschieht in derselben Weise.
Beispiel: PC, gleichzeitig:
Quam rem animadvertens rex iit.
Die Sache bemerkend, ging der König.
Als der König die Sache bemerkte, ging er.
Beispiel: Ablativus absolutus:
Qua re considerata rex iit.
Nachdem die Sache überlegt worden war, ging der König.
Es gibt beim Ablativus absolutus immer einen Täter – ein weiterer Unterschied zum PC. In diesem Beispiel ist der König der Täter. Beim Ablativus absolutus muss bei mehr Angaben immer beachtet werden, wer der Täter ist, welcher beim PC nicht unbedingt vorhanden ist.
Die Differenzierung hinsichtlich Gerundium und Gerundivum fällt leicht. Man kann Gerundium und Gerundivum durch die „nd“-Form vom PC unterscheiden. Diese wird jeweils vom Infinitiv abgeleitet und ist ebenfalls deklinabel.
Beispiel: pareo, -es, -ere, -ui = gehorchen, …
parenda = Gerundivum im 1./5./6. Fall Sg. fem.
Analoge Partizipien, wie sie bei Abl. abs. und PC vorkommen:
parens  = PPA im 1./5. Fall Sg.
parente = PPA im 6. Fall Sg.
parita  = PPP im 1./5./6. Fall Sg. fem.
paritura= PFA im 1./5./6. Fall Sg. fem.

## PC in anderen Sprachen
Auch in modernen indogermanischen Sprachen wird das PC in ähnlicher Weise wie im Latein verwendet, so im Französischen (Partizip kursiv)
Confrontée à la vérité, l’accusée avouait ses péchés.
statt
Puisqu’elle était confrontée à la vérité, l’accusée avouait ses péchés.
Beides bedeutet: „Nachdem sie mit der Wahrheit konfrontiert wurde, gestand die Angeklagte ihre Sünden.“